# Mexicaans voetbalelftal in 2007
Het Mexicaans voetbalelftal  speelde in totaal 21 interlands in het jaar 2007. Zes wedstrijden werden in de Copa América 2007 gespeeld, zes in de CONCACAF Gold Cup 2007 en de rest was vriendschappelijk. De selectie stond onder leiding van Hugo Sánchez. Op de FIFA-wereldranglijst steeg Mexico in 2007 van de 21e (januari 2007) naar de 15e plaats (december 2007).

## Balans
| Wedstrijden | Wedstrijden | Wedstrijden | Wedstrijden | Doelpunten | Doelpunten | Doelpunten |
| Gespeeld    | Winst       | Gelijk      | Verlies     | Voor       | Tegen      | Saldo      |
| ----------- | ----------- | ----------- | ----------- | ---------- | ---------- | ---------- |
| 21          | 12          | 2           | 7           | 38         | 25         | +13        |

## Interlands
|                                                       |                                     |       |        | |
| 7 februari Vriendschappelijk № 690 «onderlinge duels» | Verenigde Staten                    | 2 – 0 | Mexico | University of Phoenix Stadium, Glendale Toeschouwers: 62.462 Scheidsrechter: Mauricio Navarro (CAN) |
| 7 februari Vriendschappelijk № 690 «onderlinge duels» | Jimmy Conrad 52' Landon Donovan 90' |       |        | University of Phoenix Stadium, Glendale Toeschouwers: 62.462 Scheidsrechter: Mauricio Navarro (CAN) |

|                                                        |                                                                    |       |                      |                                                                                   |
| 28 februari Vriendschappelijk № 691 «onderlinge duels» | Mexico                                                             | 3 – 1 | Venezuela            | Qualcomm Stadium, San Diego Toeschouwers: 63.328 Scheidsrechter: Paul Scott (USA) |
| 28 februari Vriendschappelijk № 691 «onderlinge duels» | Andrés Guardado 25' Fernando Arce 34' Cuauhtémoc Blanco 47' (pen.) |       | 83' Daniel Arismendi | Qualcomm Stadium, San Diego Toeschouwers: 63.328 Scheidsrechter: Paul Scott (USA) |

|                                                     |                        |       |                      |                                                                       |
| 25 maart Vriendschappelijk № 692 «onderlinge duels» | Mexico                 | 2 – 1 | Paraguay             | El Volcán, San Nicolás de los Garza Scheidsrechter: Jose Pineda (HON) |
| 25 maart Vriendschappelijk № 692 «onderlinge duels» | Jared Borgetti 77, 81' |       | 89' Roque Santa Cruz | El Volcán, San Nicolás de los Garza Scheidsrechter: Jose Pineda (HON) |

|                                                     |                                          |       |                                                                             |                                                                                      |
| 28 maart Vriendschappelijk № 693 «onderlinge duels» | Ecuador                                  | 2 – 4 | Mexico                                                                      | McAfee Coliseum, Oakland Toeschouwers: 47.416 Scheidsrechter: Baldomero Toledo (USA) |
| 28 maart Vriendschappelijk № 693 «onderlinge duels» | Carlos Tenorio 44' Giovanny Espinoza 57' |       | 1' Francisco Palencia 72' Rafael Márquez 83' Omar Bravo 87' Adolfo Bautista | McAfee Coliseum, Oakland Toeschouwers: 47.416 Scheidsrechter: Baldomero Toledo (USA) |

|                                                   |                                                                              |       |      |                                                                                |
| 2 juni Vriendschappelijk № 694 «onderlinge duels» | Mexico                                                                       | 4 – 0 | Iran | Estadio Alfonso Lastras, San Luis Potosí Scheidsrechter: Roberto Silvera (URU) |
| 2 juni Vriendschappelijk № 694 «onderlinge duels» | Jared Borgetti 1' Jaime Lozano 26' Francisco Fonseca 81' Gerardo Torrado 84' |       |      | Estadio Alfonso Lastras, San Luis Potosí Scheidsrechter: Roberto Silvera (URU) |

|                                                   |        |                   |          |                                                                   |
| 5 juni Vriendschappelijk № 695 «onderlinge duels» | Mexico | 0 – 1             | Paraguay | Aztekenstadion, Mexico-Stad Scheidsrechter: Jorge Larrionda (URU) |
| 5 juni Vriendschappelijk № 695 «onderlinge duels» |        | 88' Óscar Cardozo |          | Aztekenstadion, Mexico-Stad Scheidsrechter: Jorge Larrionda (URU) |

|                                                  |                                      |       |                       |                                                                                         |
| 8 juni Gold Cup Groep C № 696 «onderlinge duels» | Mexico                               | 2 – 1 | Cuba                  | Giants Stadium, East Rutherford Toeschouwers: 20.230 Scheidsrechter: Joel Aguilar (ESA) |
| 8 juni Gold Cup Groep C № 696 «onderlinge duels» | Jared Borgetti 37' Nery Castillo 55' |       | 22' Reynier Alcántara | Giants Stadium, East Rutherford Toeschouwers: 20.230 Scheidsrechter: Joel Aguilar (ESA) |

|                                                   |                                     |       |                              |                                                                                           |
| 10 juni Gold Cup Groep C № 697 «onderlinge duels» | Honduras                            | 2 – 1 | Mexico                       | Giants Stadium, East Rutherford Toeschouwers: 68.123 Scheidsrechter: Walter Quesada (COS) |
| 10 juni Gold Cup Groep C № 697 «onderlinge duels» | Carlos Costly 59' Carlos Costly 90' |       | 28' (pen.) Cuauhtémoc Blanco | Giants Stadium, East Rutherford Toeschouwers: 68.123 Scheidsrechter: Walter Quesada (COS) |

|                                                   |                    |       |        |                                                                                   |
| 13 juni Gold Cup Groep C № 698 «onderlinge duels» | Mexico             | 1 – 0 | Panama | Reliant Stadium, Houston Toeschouwers: 68.417 Scheidsrechter: Carlos Batres (GUA) |
| 13 juni Gold Cup Groep C № 698 «onderlinge duels» | Carlos Salcido 60' |       |        | Reliant Stadium, Houston Toeschouwers: 68.417 Scheidsrechter: Carlos Batres (GUA) |

|                                                       |                    |              |            |                                                                                  |
| 17 juni Gold Cup Kwartfinale № 699 «onderlinge duels» | Mexico             | 1 – 0 (n.v.) | Costa Rica | Reliant Stadium, Houston Toeschouwers: 70.092 Scheidsrechter: Terry Vaughn (USA) |
| 17 juni Gold Cup Kwartfinale № 699 «onderlinge duels» | Jared Borgetti 97' |              |            | Reliant Stadium, Houston Toeschouwers: 70.092 Scheidsrechter: Terry Vaughn (USA) |

|                                                        |            |                 |        |                                                                                  |
| 21 juni Gold Cup Halve finale № 700 «onderlinge duels» | Guadeloupe | 0 – 1           | Mexico | Soldier Field, Chicago Toeschouwers: 50.790 Scheidsrechter: Roberto Moreno (PAN) |
| 21 juni Gold Cup Halve finale № 700 «onderlinge duels» |            | 70' Pável Pardo |        | Soldier Field, Chicago Toeschouwers: 50.790 Scheidsrechter: Roberto Moreno (PAN) |

|                                                  |                                               |       |                     |                                                                                 |
| 24 juni Gold Cup Finale № 701 «onderlinge duels» | Verenigde Staten                              | 2 – 1 | Mexico              | Soldier Field, Chicago Toeschouwers: 60.000 Scheidsrechter: Carlos Batres (GUA) |
| 24 juni Gold Cup Finale № 701 «onderlinge duels» | Landon Donovan 61' (pen.) Benny Feilhaber 73' |       | 43' Andrés Guardado | Soldier Field, Chicago Toeschouwers: 60.000 Scheidsrechter: Carlos Batres (GUA) |

|                                                       |          |                                     |        |                                                                                                   |
| 27 juni Copa América Groep B № 702 «onderlinge duels» | Brazilië | 0 – 2                               | Mexico | Polideportivo Cachamay, Ciudad Guayana Toeschouwers: 41.600 Scheidsrechter: Sergio Pezzotta (ARG) |
| 27 juni Copa América Groep B № 702 «onderlinge duels» |          | 24' Nery Castillo 29' Ramón Morales |        | Polideportivo Cachamay, Ciudad Guayana Toeschouwers: 41.600 Scheidsrechter: Sergio Pezzotta (ARG) |

|                                                      |                                  |       |                   |                                                                                               |
| 1 juli Copa América Groep B № 703 «onderlinge duels» | Mexico                           | 2 – 1 | Ecuador           | Estadio Monumental de Maturín, Maturín Toeschouwers: 52.000 Scheidsrechter: René Ortube (BOL) |
| 1 juli Copa América Groep B № 703 «onderlinge duels» | Nery Castillo 21' Omar Bravo 80' |       | 85' Edison Méndez | Estadio Monumental de Maturín, Maturín Toeschouwers: 52.000 Scheidsrechter: René Ortube (BOL) |

|                                                      |        |       |       | |
| 4 juli Copa América Groep B № 704 «onderlinge duels» | Mexico | 0 – 0 | Chili | Estadio Olímpico Luis Ramos, Puerto La Cruz Toeschouwers: 30.000 Scheidsrechter: Carlos Amarilla (PAR) |
| 4 juli Copa América Groep B № 704 «onderlinge duels» |        |       |       | Estadio Olímpico Luis Ramos, Puerto La Cruz Toeschouwers: 30.000 Scheidsrechter: Carlos Amarilla (PAR) |

|                                                          | |       |          |                                                                                                   |
| 8 juli Copa América Kwartfinale № 705 «onderlinge duels» | Mexico | 6 – 0 | Paraguay | Estadio Monumental de Maturín, Maturín Toeschouwers: 52.000 Scheidsrechter: Sergio Pezzotta (ARG) |
| 8 juli Copa América Kwartfinale № 705 «onderlinge duels» | Nery Castillo 5' (pen.) Gerardo Torrado 27' Nery Castillo 39' Fernando Arce 79' Cuauhtémoc Blanco 87' (pen.) Omar Bravo 90+1' |       |          | Estadio Monumental de Maturín, Maturín Toeschouwers: 52.000 Scheidsrechter: Sergio Pezzotta (ARG) |

|                                                            |        |                                                                    |            | |
| 11 juli Copa América Halve finale № 706 «onderlinge duels» | Mexico | 0 – 3                                                              | Argentinië | Estadio Polideportivo Cachamay, Puerto Ordaz Toeschouwers: 40.000 Scheidsrechter: Carlos Chandía (CHI) |
| 11 juli Copa América Halve finale № 706 «onderlinge duels» |        | 45' Gabriel Heinze 61' Lionel Messi 65' (pen.) Juan Román Riquelme |            | Estadio Polideportivo Cachamay, Puerto Ordaz Toeschouwers: 40.000 Scheidsrechter: Carlos Chandía (CHI) |

|                                                            |                            |       |                                                                 |                                                                                       |
| 14 juli Copa América Troostfinale № 707 «onderlinge duels» | Uruguay                    | 1 – 3 | Mexico                                                          | Estadio Olímpico, Caracas Toeschouwers: 18.000 Scheidsrechter: Mauricio Reinoso (ECU) |
| 14 juli Copa América Troostfinale № 707 «onderlinge duels» | Sebastián Abreu 13' (pen.) |       | 38' (pen.) Cuauhtémoc Blanco 68' Omar Bravo 76' Andrés Guardado | Estadio Olímpico, Caracas Toeschouwers: 18.000 Scheidsrechter: Mauricio Reinoso (ECU) |

|                                                        |                      |       |        |                                                                                                  |
| 22 augustus Vriendschappelijk № 708 «onderlinge duels» | Colombia             | 1 – 0 | Mexico | Dick's Sporting Goods Park, Commerce City Toeschouwers: 17.000 Scheidsrechter: Kevin Scott (USA) |
| 22 augustus Vriendschappelijk № 708 «onderlinge duels» | Jaime Castrillón 52' |       |        | Dick's Sporting Goods Park, Commerce City Toeschouwers: 17.000 Scheidsrechter: Kevin Scott (USA) |

|                                                         |                                                         |       |                |                                                                                          |
| 12 september Vriendschappelijk № 709 «onderlinge duels» | Brazilië                                                | 3 – 1 | Mexico         | Gillette Stadium, Foxborough Toeschouwers: 67.584 Scheidsrechter: Baldomero Toledo (USA) |
| 12 september Vriendschappelijk № 709 «onderlinge duels» | Kléber de Carvalho Corrêa 44' Kaká 79' Afonso Alves 87' |       | 42' Juan Cacho | Gillette Stadium, Foxborough Toeschouwers: 67.584 Scheidsrechter: Baldomero Toledo (USA) |

|                                                       |                                      |       |                                         |                                                                                 |
| 14 oktober Vriendschappelijk № 710 «onderlinge duels» | Mexico                               | 2 – 2 | Nigeria                                 | Estadio Olímpico Universitario, Ciudad Juárez Scheidsrechter: Elmar Rodas (GUA) |
| 14 oktober Vriendschappelijk № 710 «onderlinge duels» | Juan Cacho 54' Juan Cacho 68' (pen.) |       | 32' Obafemi Martins 52' Obafemi Martins | Estadio Olímpico Universitario, Ciudad Juárez Scheidsrechter: Elmar Rodas (GUA) |

|                                                       |                                    |       |                                                      |                                                                      |
| 17 oktober Vriendschappelijk № 711 «onderlinge duels» | Mexico                             | 2 – 3 | Guatemala                                            | Memorial Coliseum, Los Angeles Scheidsrechter: Ricardo Salazar (USA) |
| 17 oktober Vriendschappelijk № 711 «onderlinge duels» | Carlos Vela 30' César Villaluz 31' |       | 5' Rigoberto Gomez 64' Marvin Ávila 73' Marvin Ávila | Memorial Coliseum, Los Angeles Scheidsrechter: Ricardo Salazar (USA) |

## FIFA-wereldranglijst
| JAN | FEB | MAR | APR | MEI | JUN | JUL | AUG | SEP | OKT | NOV | DEC |
| --- | --- | --- | --- | --- | --- | --- | --- | --- | --- | --- | --- |
| 21  | 19  | 21  | 18  | 20  | 26  | 10  | 11  | 13  | 15  | 15  | 15  |

FMF · A-internationals · Selecties · Bondscoaches · Statistieken · Mexicaans vrouwenelftal · Olympisch elftal · Mexico U21 · Mexico U20 · Mexico U19 · Mexico U18 · Mexico U17
1920 – 1949 ·
1950 – 1969 ·
1970 – 1979 ·
1980 – 1989 ·
1990 – 1999 ·
2000 – 2009 ·
2010 – 2019 ·
2020 – 2029
Copa América 1993 ·
Copa América 1995 ·
Copa América 1997 ·
Copa América 1999 ·
Copa América 2001 ·
Copa América 2004 ·
Copa América 2007 ·
Copa América 2011 ·
Copa América 2015 · 
Copa América 2016
WK 1930 ·
WK 1950 ·
WK 1954 ·
WK 1958 ·
WK 1962 ·
WK 1966 ·
WK 1970 ·
WK 1978 ·
WK 1986 ·
WK 1994 ·
WK 1998 ·
WK 2002 ·
WK 2006 ·
WK 2010 ·
WK 2014 · 
WK 2018
OS 1928 ·
OS 1948 ·
OS 1964 ·
OS 1968 ·
OS 1972 ·
OS 1976 ·
OS 1992 ·
OS 1996 ·
OS 2004 ·
OS 2012 ·
OS 2016 ·
OS 2020
1923 ·
1924–1927 ·
1928 ·
1929 ·
1930 ·
1931–1933 ·
1934 ·
1935 ·
1936 ·
1937 ·
1938 ·
1939–1946 ·
1947 ·
1948 ·
1949 ·
1950 ·
1951 ·
1952 ·
1953 ·
1954 ·
1955 ·
1956 ·
1957 ·
1958 ·
1959 ·
1960 ·
1961 ·
1962 ·
1963 ·
1964 ·
1965 ·
1966 ·
1967 ·
1968 ·
1969 ·
1970 · 
1971 · 
1972 · 
1973 · 
1974 · 
1975 · 
1976 · 
1977 · 
1978 · 
1979 · 
1980 · 
1981 · 
1982 · 
1983 · 
1984 · 
1985 · 
1986 · 
1987 · 
1988 · 
1989 · 
1990 · 
1991 · 
1992 · 
1993 · 
1994 · 
1995 · 
1996 · 
1997 · 
1998 · 
1999 · 
2000 · 
2001 · 
2002 · 
2003 · 
2004 · 
2005 · 
2006 · 
2007 · 
2008 · 
2009 · 
2010 · 
2011 · 
2012 · 
2013 · 
2014 · 
2015 · 
2016 ·
2017 ·
2018 ·
2019 ·
2020 ·
2021 ·
2022 ·
2023
Albanië ·
Algerije ·
Angola ·
Argentinië ·
Australië ·
België ·
Belize ·
Bermuda ·
Bolivia ·
Bosnië en Herzegovina ·
Brazilië ·
Bulgarije ·
Canada ·
Chili ·
China ·
Colombia ·
Congo-Kinshasa ·
Costa Rica ·
Cuba ·
Curaçao ·
DDR ·
Denemarken ·
Dominica ·
Duitsland ·
Ecuador ·
Egypte ·
El Salvador ·
Engeland ·
Estland ·
Fiji ·
Finland ·
Frankrijk ·
Gambia ·
Ghana ·
Griekenland ·
Guatemala ·
Guyana ·
Haïti ·
Honduras ·
Hongarije ·
Ierland ·
IJsland ·
Irak ·
Iran ·
Israël ·
Italië ·
Ivoorkust ·
Jamaica ·
Japan ·
Joegoslavië ·
Kameroen ·
Kroatië ·
Liberia ·
Luxemburg ·
Marokko ·
Martinique ·
Nederland ·
Nederlandse Antillen ·
Nicaragua ·
Nieuw-Zeeland ·
Nigeria ·
Noord-Ierland ·
Noord-Korea ·
Noorwegen ·
Oekraïne ·
Oezbekistan ·
Panama ·
Paraguay ·
Peru ·
Polen ·
Portugal ·
Qatar ·
Roemenië ·
Rusland ·
Saint Kitts en Nevis ·
Saint Vincent en de Grenadines ·
Saoedi-Arabië ·
Schotland ·
Senegal ·
Servië ·
Slovenië ·
Slowakije ·
Sovjet-Unie ·
Spanje ·
Suriname ·
Trinidad en Tobago ·
Tsjechië ·
Tsjecho-Slowakije ·
Tunesië ·
Uruguay ·
Venezuela ·
Verenigde Staten ·
Wales ·
Wit-Rusland ·
Zuid-Afrika ·
Zuid-Korea ·
Zweden ·
Zwitserland
Angola (2006) ·
Argentinië (2006) ·
Brazilië (1999) ·
Brazilië (2014) ·
Brazilië (2018) ·
Duitsland (2018) ·
Frankrijk (2010) ·
Iran (2006) ·
Kameroen (2014) ·
Kroatië (2014) ·
Nederland (2014) ·
Portugal (2006) ·
Uruguay (2010) ·
Zuid-Afrika (2010) ·
Zuid-Korea (2018) ·
Zweden (2018)